# Meistriliiga 2016
La Meistriliiga 2016, nota come A. Le Coq Premium Liiga 2016 per ragioni di sponsorizzazione, è stata la 26ª edizione della massima serie del campionato estone di calcio e si è disputata tra il 4 marzo e il 5 novembre 2016. Il Flora Tallinn era la squadra campione in carica, avendo vinto la Meistriliiga 2015 per la decima volta nella sua storia.
L'Infonet ha vinto il campionato per la prima volta nella sua storia.

## Stagione

### Novità
Dalla Meistriliiga 2015 è stato retrocesso in Esiliiga il Tulevik Viljandi, classificatosi all'ultimo posto. Dalla Esiliiga 2015 è stato promosso il Tarvas Rakvere, quarto classificato e migliore squadra indipendente. Dopo lo spareggio promozione-retrocessione il Tammeka Tartu ha vinto la sfida contro il Kalev Tallinn, sesto classificato in Esiliiga 2015, mantenendo il posto in Meistriliiga.

### Formula
Le 10 squadre partecipanti si affrontano in un doppio girone di andata e ritorno, per un totale di 36 giornate.

La squadra campione di Estonia ha il diritto a partecipare alla UEFA Champions League 2017-2018 partendo dal primo turno preliminare.

Le squadre classificate al secondo e terzo posto sono ammesse alla UEFA Europa League 2017-2018 partendo dal primo turno preliminare.

L'ultima classificata retrocede direttamente in Esiliiga, mentre la penultima disputa uno spareggio contro la seconda classificata della Esiliiga per la permanenza in Meistriliiga.

## Squadre Partecipanti
| Club            | Città    | Stadio                     | Stagione 2015            |
| --------------- | -------- | -------------------------- | ------------------------ |
| Flora Tallinn   | Tallinn  | A. Le Coq Arena            | Campione d'Estonia       |
| Infonet         | Tallinn  | Infoneti Lasnamäe Staadion | 4º posto in Meistriliiga |
| Kalev Sillamäe  | Sillamäe | Stadio Kalevi              | 5º posto in Meistriliiga |
| Kalju Nõmme     | Tallinn  | Stadio Hiiu                | 3º posto in Meistriliiga |
| Levadia Tallinn | Tallinn  | Kadriorg Stadium           | 2º posto in Meistriliiga |
| Paide           | Paide    | Paide Linnastaadion        | 7º posto in Meistriliiga |
| Pärnu           | Pärnu    | Pärnu Kalevi Staadion      | 8º posto in Meistriliiga |
| Tammeka Tartu   | Tartu    | Tamme Staadion             | 9º posto in Meistriliiga |
| Tarvas Rakvere  | Rakvere  | Rakvere Linnastaadion      | 4º posto in Esiliiga     |
| Trans Narva     | Narva    | Kreenholmi Staadion        | 6º posto in Meistriliiga |

## Classifica finale
|                    | Pos. | Squadra         | Pt | G  | V  | N  | P  | GF | GS  | DR  |
| ------------------ | ---- | --------------- | -- | -- | -- | -- | -- | -- | --- | --- |
| Estonia (bandiera) | 1.   | Infonet         | 80 | 36 | 24 | 8  | 4  | 74 | 33  | +41 |
|                    | 2.   | Levadia Tallinn | 78 | 36 | 24 | 6  | 6  | 77 | 30  | +47 |
|                    | 3.   | Kalju Nõmme     | 75 | 36 | 22 | 9  | 5  | 70 | 28  | +42 |
|                    | 4.   | Flora Tallinn   | 73 | 36 | 21 | 10 | 5  | 96 | 31  | +65 |
|                    | 5.   | Kalev Sillamäe  | 51 | 36 | 14 | 9  | 13 | 65 | 55  | +10 |
|                    | 6.   | Paide           | 48 | 36 | 14 | 6  | 16 | 58 | 61  | -3  |
|                    | 7.   | Tammeka Tartu   | 41 | 36 | 12 | 5  | 19 | 43 | 65  | -22 |
|                    | 8.   | Trans Narva     | 41 | 36 | 11 | 8  | 17 | 60 | 68  | -8  |
|                    | 9.   | Pärnu           | 17 | 36 | 5  | 2  | 29 | 24 | 98  | -75 |
|                    | 10.  | Tarvas Rakvere  | 3  | 36 | 0  | 3  | 33 | 15 | 113 | -98 |

Legenda:
      Campione d'Estonia  e ammessa alla UEFA Champions League 2017-2018
      Ammesse alla UEFA Europa League 2017-2018
 Ammessa allo spareggio promozione-retrocessione
      Retrocessa in Esiliiga 2017
Note:
Tre punti a vittoria, uno a pareggio, zero a sconfitta.
La classifica viene stilata secondo i seguenti criteri:
- Punti conquistati
- Spareggio (solo per decidere la squadra campione)
- Meno partite perse a tavolino
- Partite vinte
- Punti conquistati negli scontri diretti
- Differenza reti negli scontri diretti
- Differenza reti generale
- Reti totali realizzate
- Fair-play ranking

## Risultati

### Partite (1-18)
|                 | Flo  | Inf  | KlS  | Klj  | Lev  | Pai  | Par  | Tam  | Tar  | Tra  |
| --------------- | ---- | ---- | ---- | ---- | ---- | ---- | ---- | ---- | ---- | ---- |
| Flora Tallinn   | –––– | 3-0  | 0-0  | 0-0  | 1-2  | 2-0  | 6-0  | 0-0  | 6-0  | 3-0  |
| Infonet         | 1-1  | –––– | 0-0  | 2-1  | 3-2  | 1-0  | 3-1  | 4-0  | 4-1  | 2-1  |
| Kalev Sillamae  | 2-4  | 2-2  | –––– | 1-3  | 0-2  | 1-1  | 4-1  | 5-1  | 1-0  | 3-0  |
| Kalju Nõmme     | 2-0  | 2-1  | 2-0  | –––– | 0-1  | 1-0  | 3-0  | 2-0  | 3-1  | 6-0  |
| Levadia Tallinn | 0-0  | 1-0  | 2-1  | 1-1  | –––– | 4-0  | 1-0  | 1-1  | 2-0  | 1-0  |
| Paide           | 1-1  | 0-2  | 1-3  | 1-1  | 0-1  | –––– | 4-0  | 3-0  | 4-2  | 3-2  |
| Pärnu           | 0-3  | 0-2  | 0-2  | 0-1  | 1-0  | 0-3  | –––– | 0-1  | 3-0  | 0-1  |
| Tammeka Tartu   | 0-4  | 1-2  | 4-0  | 0-3  | 1-4  | 2-0  | 2-1  | –––– | 3-1  | 2-2  |
| Tarvas Rakvere  | 0-5  | 0-1  | 0-3  | 1-6  | 0-4  | 0-5  | 1-2  | 0-1  | –––– | 0-1  |
| Trans Narva     | 1-2  | 0-3  | 3-3  | 1-1  | 1-1  | 2-3  | 4-0  | 4-1  | 2-2  | –––– |

### Partite (19-36)
|                 | Flo  | Inf  | KlS  | Klj  | Lev  | Pai  | Par  | Tam  | Tar  | Tra  |
| --------------- | ---- | ---- | ---- | ---- | ---- | ---- | ---- | ---- | ---- | ---- |
| Flora Tallinn   | –––– | 2-1  | 3-3  | 1-1  | 6-1  | 4-0  | 3-0  | 0-0  | 4-0  | 4-1  |
| Infonet         | 4-3  | –––– | 4-2  | 2-2  | 0-0  | 3-1  | 1-0  | 1-0  | 6-0  | 4-3  |
| Kalev Sillamae  | 1-4  | 0-0  | –––– | 0-1  | 3-2  | 0-0  | 4-2  | 1-2  | 4-0  | 2-1  |
| Kalju Nõmme     | 3-3  | 1-2  | 3-1  | –––– | 0-3  | 1-1  | 0-0  | 3-0  | 2-0  | 2-0  |
| Levadia Tallinn | 2-1  | 2-2  | 2-1  | 1-2  | –––– | 7-1  | 2-0  | 4-0  | 4-0  | 5-0  |
| Paide           | 0-3  | 1-4  | 2-1  | 2-0  | 0-4  | –––– | 4-1  | 3-1  | 7-0  | 0-0  |
| Pärnu           | 1-6  | 0-5  | 2-5  | 1-5  | 0-4  | 3-1  | –––– | 0-3  | 2-1  | 1-7  |
| Tammeka Tartu   | 3-2  | 0-1  | 0-0  | 0-1  | 1-2  | 1-4  | 2-0  | –––– | 5-0  | 0-2  |
| Tarvas Rakvere  | 1-4  | 0-1  | 0-3  | 1-2  | 0-1  | 0-1  | 1-1  | 1-3  | –––– | 0-6  |
| Trans Narva     | 0-2  | 0-0  | 1-3  | 0-3  | 3-1  | 3-1  | 3-1  | 4-2  | 1-1  | –––– |

## Spareggio promozione/retrocessione
|        | Risultati |        | Luogo e data             |
| ------ | --------- | ------ | ------------------------ |
| Maardu | 1 - 5     | Pärnu  | Maardu, 12 novembre 2016 |
| Pärnu  | 4 - 3     | Maardu | Pärnu, 19 novembre 2016  |
|        |           |        |                          |

Il Pärnu ha vinto lo spareggio e rimane in Meistriliiga.

## Statistiche

### Classifica marcatori
| Gol |  |  | Giocatore              | Squadra         |
| --- |  |  | ---------------------- | --------------- |
| 25  |  |  | Evgeny Kabaev          | Kalev Sillamäe  |
| 19  |  |  | Rauno Sappinen         | Flora Tallinn   |
| 19  |  |  | Vjatšeslav Zahovaiko   | Paide           |
| 15  |  |  | Rauno Alliku           | Tammeka Tartu   |
| 14  |  |  | Anton Mirančuk         | Levadia Tallinn |
| 14  |  |  | Dmitri Proshin         | Trans Narva     |
| 14  |  |  | Ats Purje              | Kalju Nõmme     |
| 14  |  |  | Sakari Tukiainen       | Flora Tallinn   |
| 12  |  |  | Kristjan Tiirik        | Tammeka Tartu   |
| 12  |  |  | Vladimir Voskoboinikov | Infonet         |